# Prunus campanulata
Prunus campanulata — вид квіткових рослин із підродини мигдалевих (Amygdaloideae).
До назви «сакура» японські дендрологи зазвичай відносять види P. serrulata Lindl. , P. campanulata Maxim., P. glandulosa (Hook.) Torr. & A.Gray, P. jamasakura Siebold, P. lannesiana (Carrière) E.H.Wilson, P. sargentii Rehder, P. sieboldii Koidz., P. subhirtella Miq. та P. yedoensis Matsum.

## Біоморфологічна характеристика
Це листопадний кущ чи дерево, від 3 до 10 метрів у висоту. Кора чорно-бура. Кора гілочок спочатку зелена і безволоса, пізніше сірувато-коричнева до пурпурувато-коричневої. Чергові листки мають ніжку від 8 до 13 міліметрів завдовжки й листову пластинку 4–7 × 2–3.5 см, кінці загострені, краї більш-менш нерівномірно зубчасті. Дві-п'ять квіток разом стоять у зонтикоподібному суцвітті. Двостатеві радіально-симетричні, п'ятискладні квітки діаметром 1.5–2 см розкриваються до розпускання листя. П'ять чашолистків мають довгасту форму, довжину близько 2,5 міліметрів і мають гладкий край. П'ять вільних пелюсток, рожевих і темніших біля основи, видовжено-оберненояйцеподібні. Є приблизно від 36 до 41 тичинок. Кістянка, яка дозріла, червона, має яйцювату форму приблизно 10 × 5–6 міліметрів. Період цвітіння триває з січня по квітень. Плоди дозрівають з квітня по травень. Число хромосом 2n = 16, рідше 24.

## Поширення, екологія
Ареал: Тайвань і Південний Китай. Населяє ліси в ярах, узліссях; на висотах від 100 до 1300 метрів. 

## Використання
Рослина збирається з дикої природи для місцевого використання в якості їжі. Його часто вирощують як декоративну рослину. Плоди вживають сирими чи приготовленими; вони терпкі. З листя можна отримати зелений барвник. З плодів можна отримати барвник від темно-сірого до зеленого.

## Галерея

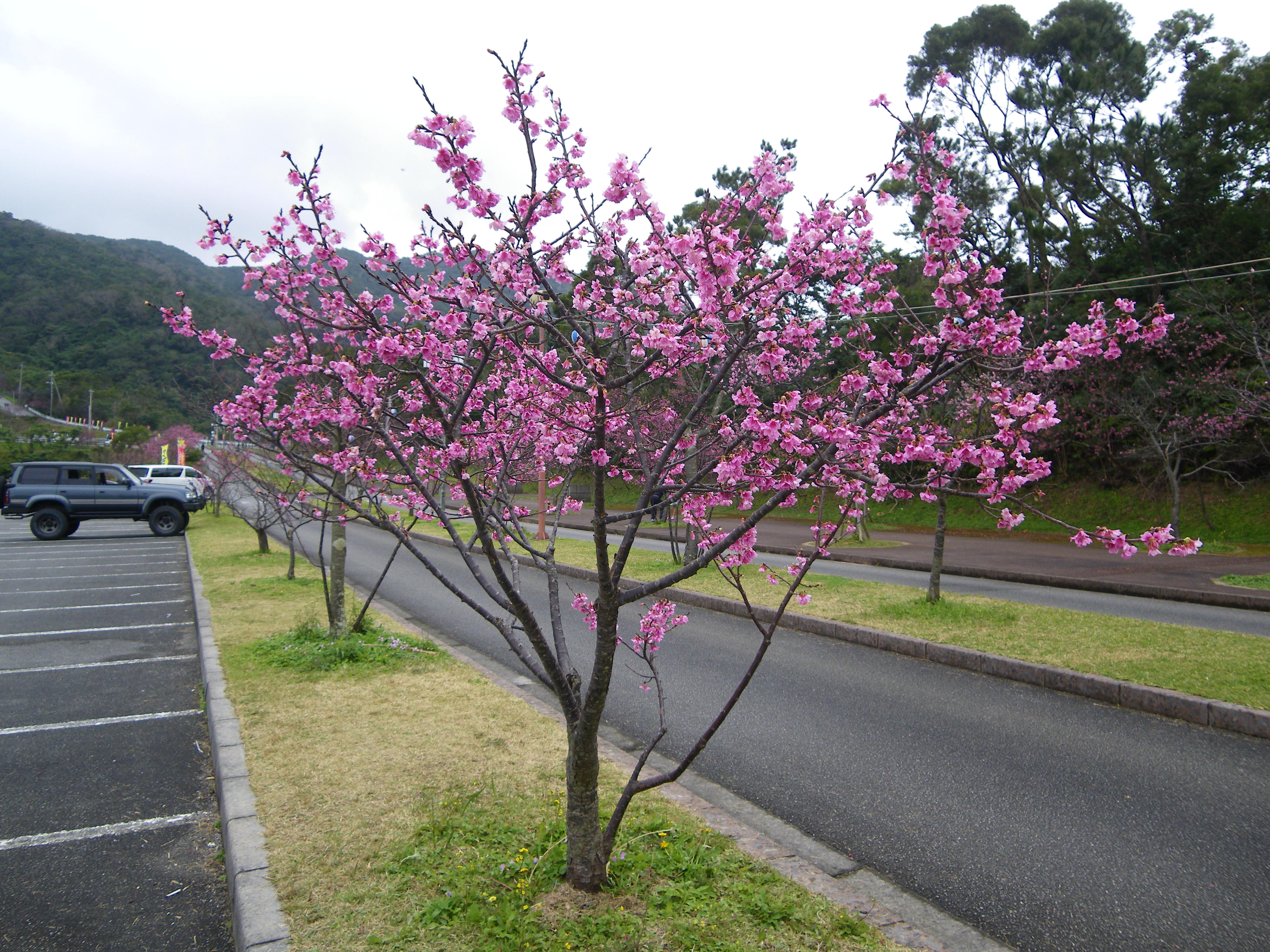
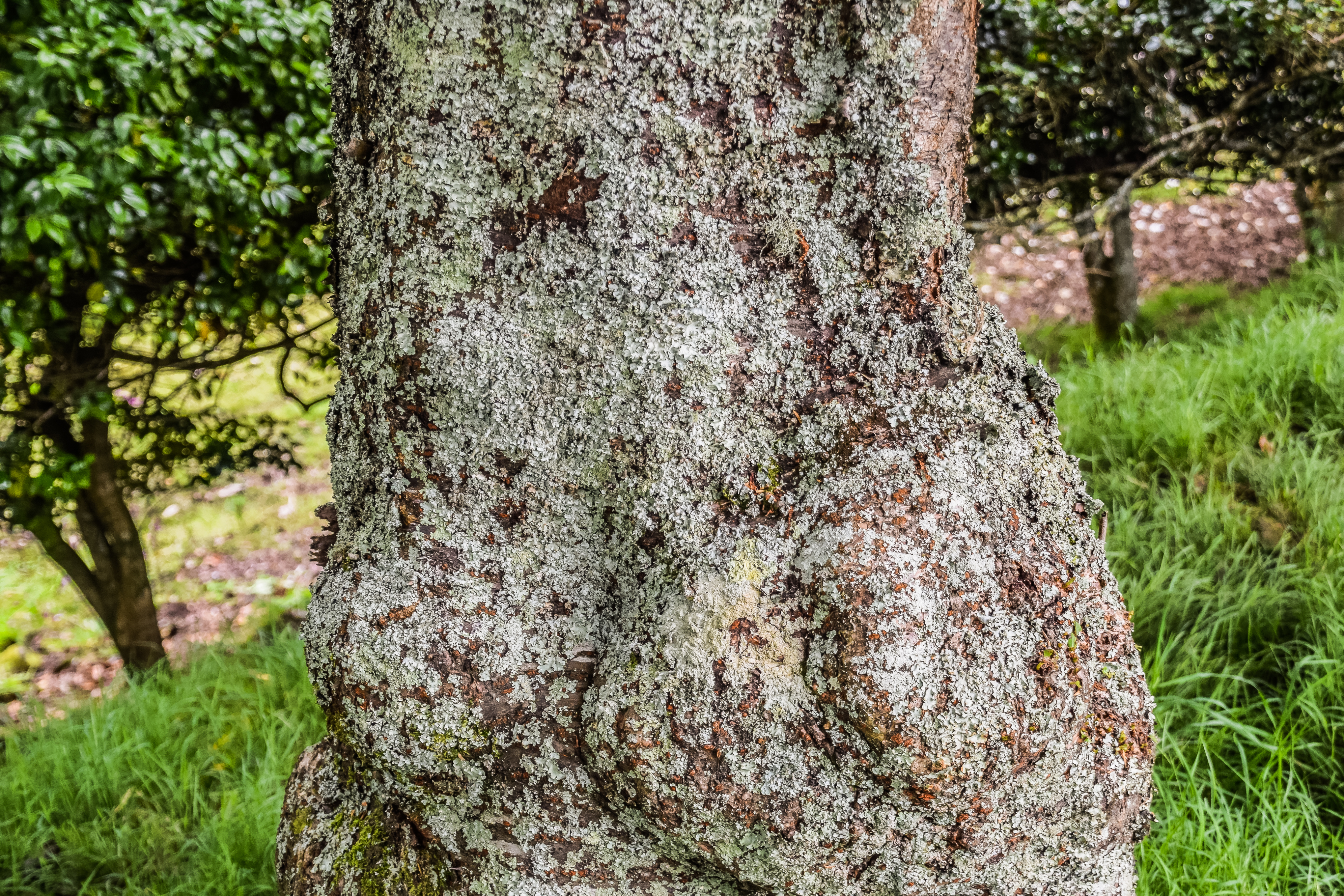
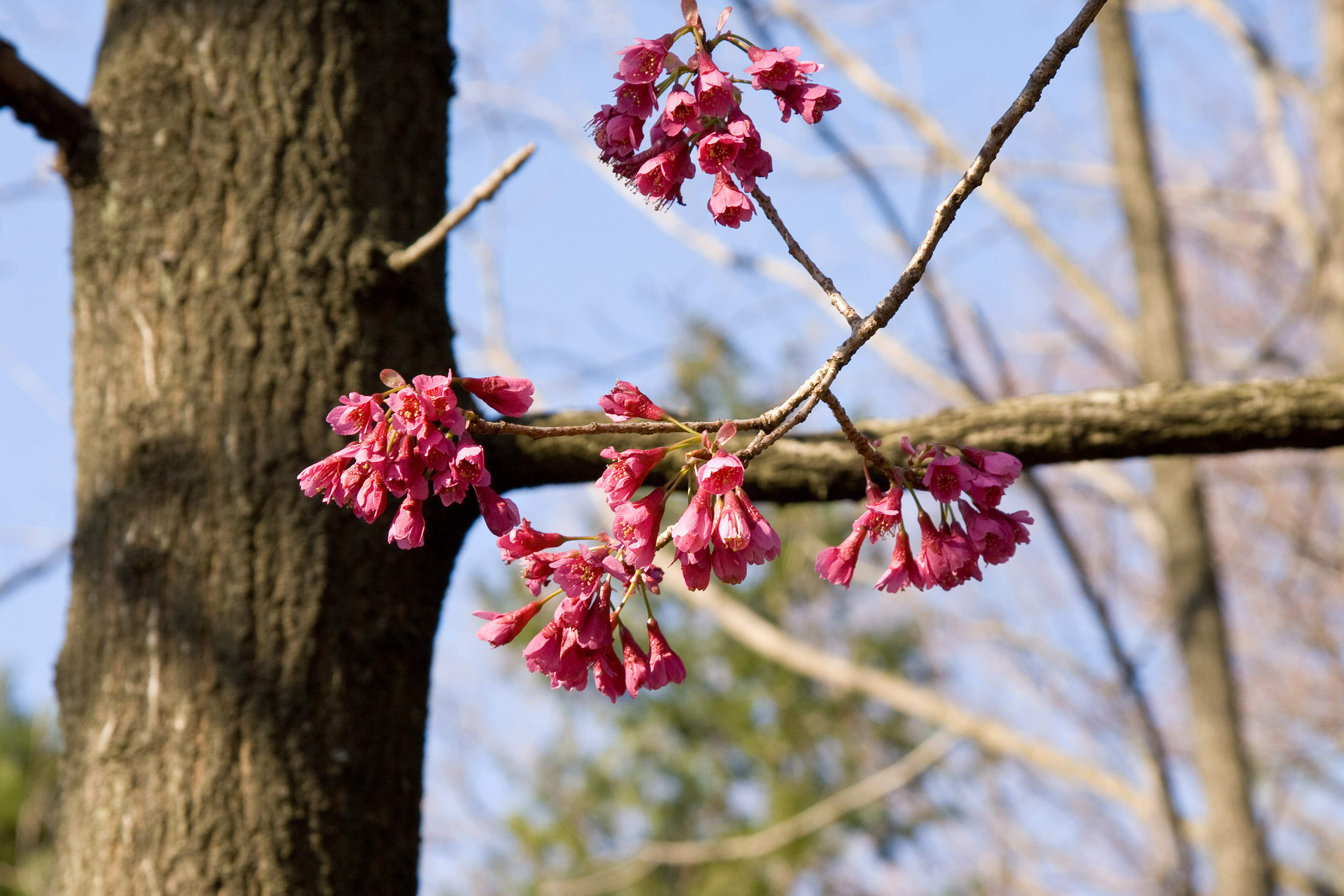
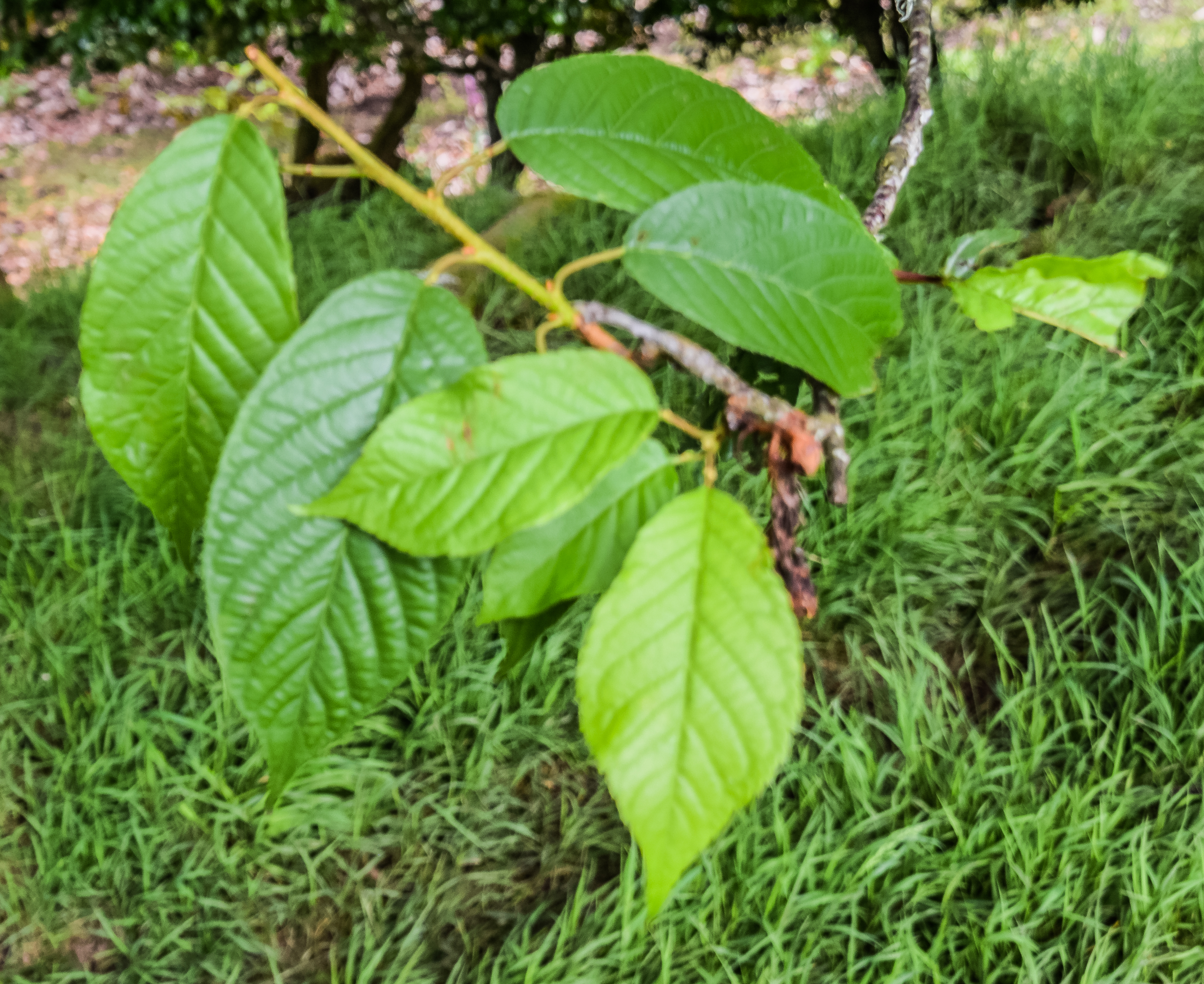
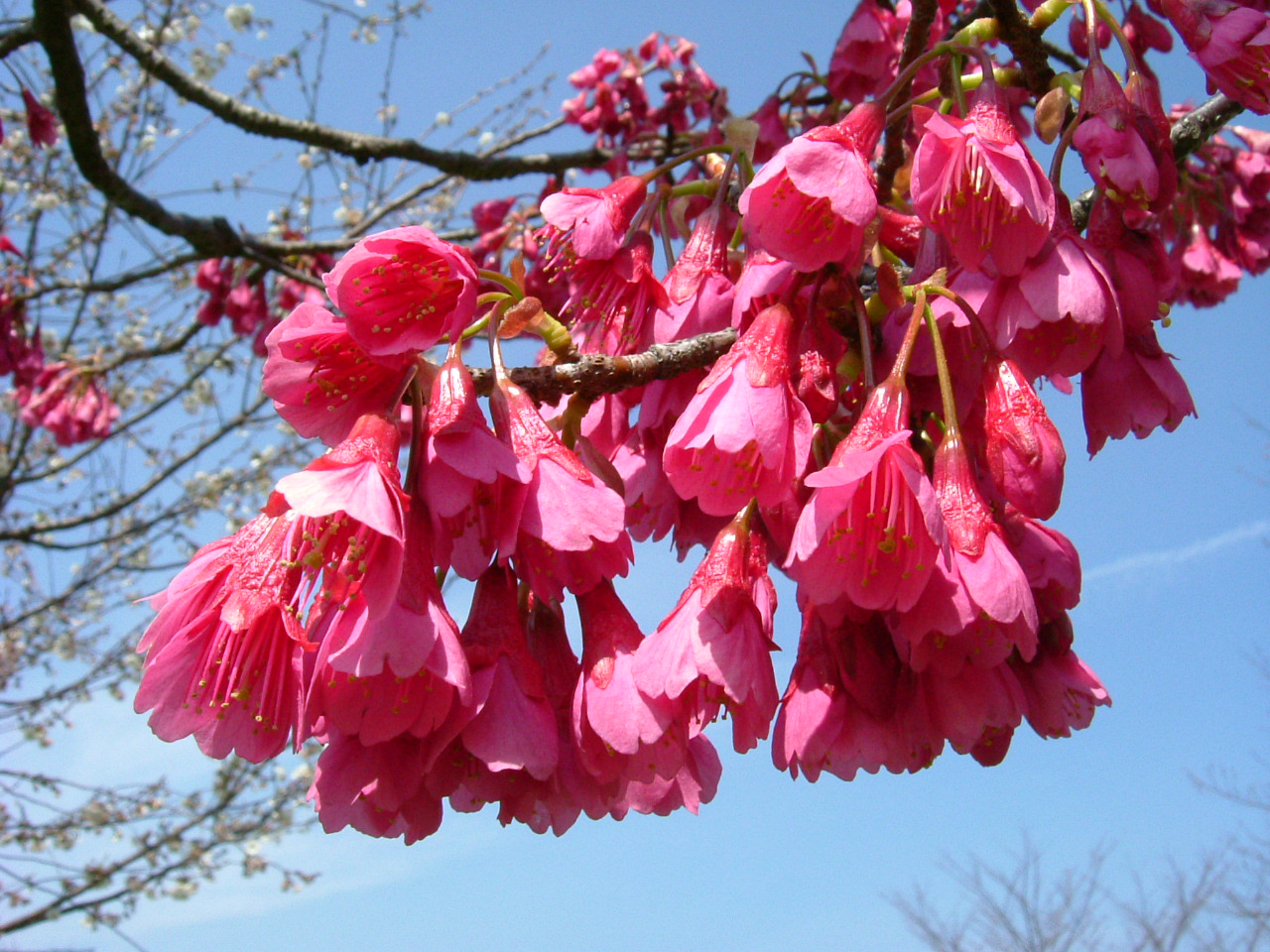
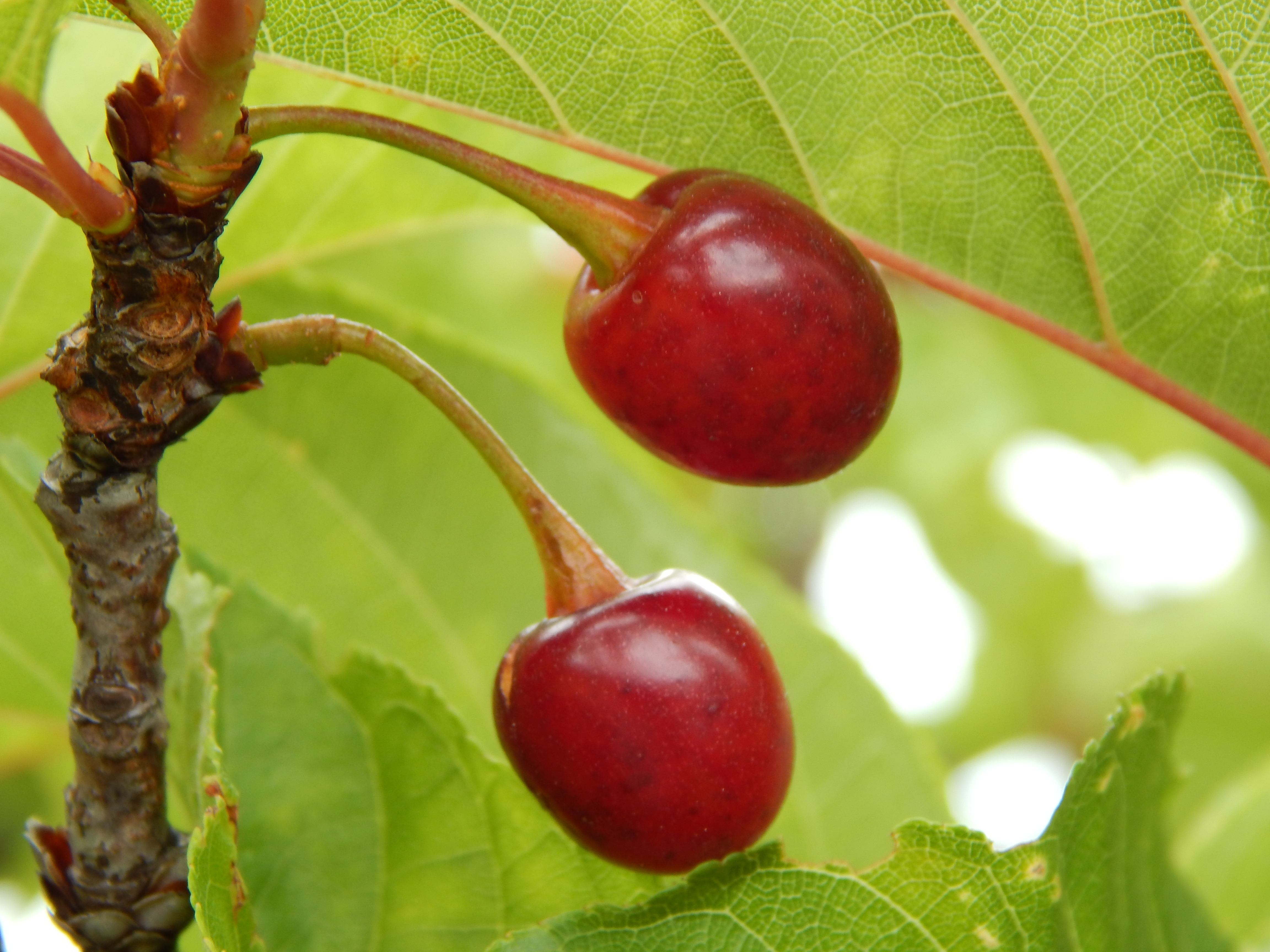